# Pali-Maja
Maria Johansdotter Berg, känd under sin pseudonym Pali-Maja, född Uppgård 10 december 1784 i Pörtom, död 11 oktober 1867 i Rangsby, var en finlandssvensk poet.

## Biografi
Den svenskspråkiga folkdiktaren Maria Uppgård eller Maria Berg, även känd som Pali-Maj, var den mest produktiva och mångsidiga av de finländska kvinnliga författarna vid övergången till 1800-talet. Pali-Maj var en genuin begåvning och försökte som första finländska kvinna livnära sig som författare. Dock uppnådde hon aldrig helt sitt mål; i synnerhet på äldre dagar tvangs hon ty sig till fattighjälp. De biografiska uppgifterna om Pali-Maj eller Maria Uppgård, sedermera Berg, vittnar både om konflikter och om kvinnolivets hela brokighet. Hon föddes i december 1784 i släktgården Uppgård i Pörtom i södra Österbotten, dit hennes far Johan Hansson kommit som hemmåg vid Maria Gretas sida. Namnet Uppgård, som Pali-Maj själv oftast använde, ärvdes således på spinnsidan.
Föga är känt om hur den blivande folkdiktaren fick sin utbildning, men hennes begåvning tog sig uttryck redan tidigt. Det sägs att hon som åttaåring skrev sin första dikt. På en griffeltavla nedtecknade hon en vårsång med vackert slutrimmade versrader:
Kom min vän, och låt oss lustigt sjunga,
Prisa Gud med tunga
medan vi ä’ unga ...
Några år senare tog sig Pali-Majs revoltanda lödigare uttryck. Familjen hade fått det allt kärvare och Pali-Maj hade fått lov att ta anställning som piga. En dikt har bevarats från 1802, i vilken Pali-Maj beskriver konflikten mellan herrskap och tjänstefolk. Pali-Majs egna erfarenheter fick henne att ställa krav på större jämlikhet som inte stod den franska revolutionen långt efter. I officiella handlingar kallas Pali-Maj för piga, men när hon skrev sin upproriska dikt var hon inte längre anställd som piga utan hade föresatt sig att försörja sig genom att hålla skola och undervisa barn och samtidigt skriva dikter. Hon åstadkom flera hundra dikter, även beställningsarbeten, i vilka hon upptog mångahanda ämnen, såsom 1808–1809 års krig, och senare Vasa brand 1852. Pali-Maj diktade lika väl om pappersbruks uppförande som om sjösättningen av fartyg. Hennes skola flyttade mellan många byar, och likaledes växlade hennes namn: i Österbotten fastslog man inte ännu vid denna tid familjenamn.
Pali-Majs liv tog en ny vändning vid årsskiftet 1813–1814, då hon träffade bondesonen Mats Matsson Snickars i Norsnäs by. De började umgås och Pali-Maj födde en liten gosse hösten 1814, som döptes efter sin far; i församlingens dopbok saknas uppgifter om fadern. I början av 1800-talet var det straffbart att föda barn utanför äktenskapet, varför Pali-Maj ställdes inför rätta av länsmannen. Pali-Maj stämde i sin tur barnets far för att få underhåll för barnet, men också för att hon var förgrymmad på honom. När han fick höra att Pali-Maj var med barn hade han nämligen rusat till skolhuset om söndagen, där han beskyllde henne för att vara lösaktig.
Brottet rannsakades vid många ting, medan domaren och nämndemännen hörde närmare ett tjugotal vittnen. Under behandlingen nagelfors Pali-Majs karaktär och relationer samt Mats Matssons faderskap. Det framkom att Pali-Maj var livligare och djärvare än andra kvinnor; ett par vittnen hade tidvis sett henne berusad, medan andra visste berätta att hon var ovanligt pratsam, lekfull och glad samt mer otvungen i manligt sällskap än andra kvinnor. Tingsrättens utslag var entydigt: Pali-Maj dömdes att erlägga 2 rubel och 40 kopek samt att skänka 96 kopek åt församlingens fattiga. Mats Matsson Snickars fick ett betydligt strängare straff, eftersom han hade gjort sig skyldig till både lönskaläge, sabbatsbrott och ärekränkning. Han fick höga böter och ålades dessutom att betala underhåll för sin son tills denne fyllt 15 år. Pali-Majs öde var trots allt grymmare än Mats Matssons, eftersom hon livet igenom var tvungen att bära skammens stämpel. Till sin död var Maria Uppgård i kommunionsboken antecknad som ”lägrad” kvinna, ännu efter det att hon gift sig med en annan man.
Pali-Maj skrev många bröllopsdikter i vilka hon betonade religiositeten. Trots sin jordiska lycka fick man inte glömma Jesus. Rollfördelningen inom äktenskapet var traditionell; hemmasysslorna hörde till kvinnan, medan mannen svarade för familjens uppehälle. I upplysningens anda betonar skalden samtidigt bägge parternas dygder och mänskliga behov. Även kvinnan är en människa som söker sin egen lycka, inte ett väsen som är skapt för mannens skull:
En hustru mannens ära,
en man sin hustrus tröst,
när som de troget bära
ren kärlek i sitt bröst.
Pali-Maj gifte sig 1819, då hon redan fyllt 35. Äkta mannen Mats Matsson Berg från Rangsby i Närpes var bondeson, men blev snart begiven på rusdrycker. Enligt traditionen var han smed och båtbyggare, enligt officiella dokument från 1800-talet först bondeson, senare i tur och ordning inhysing, före detta bonde eller torpare. Mats Matsson Berg förföll även till otrohet, varför familjelivet blev olyckligt. Äktenskapet försvårades säkert av åldersskillnaden makarna emellan; den äkta mannen var bara 21 år gammal vid giftermålet. Även den snabbt växande familjen förorsakade problem, för paret fick i rask takt fyra barn. När minstingen Clara Johanna föddes våren 1825 hade Pali-Maj fyllt 40 år. Äktenskapet fick sitt slut genom mannens våldsamma död i ett slagsmål 1847. För att trygga sin familjs utkomst var Pali-Maj tvungen att dels hålla skola så länge hon förmådde, till mitten av 1800-talet, och dels fortsätta dikta. Sina sista år tillbringade hon hos en svärson i en liten stuga, där hon levde på församlingens barmhärtighet. Tätningen i stugväggarna bestod av hennes dikter från olika tidningar och i synnerhet av hennes manuskript. Skaldinnan avled hungeråret 1867.
Pali-Majs dikter spreds under hennes livstid huvudsakligen på samma sätt som folkvisorna, muntligt och som handskrivna kopior. Ett större intresse väckte dikterna först efter hennes död, på 1880-talet, när man i nationalromantisk anda började leta också efter svenskspråkiga muntliga traditioner och bevara dem i skriftlig form. Ett urval av Pali-Majs dikter gavs ut 1882. Materialet samlades in och bearbetades av Isak Eriksson Smeds och Oskar Rancken, som retuscherade de estetiska skavankerna, korrigerade versmåtten och censurerade otillbörligt upproriska texter. Enligt de lärda herrarna var den dikt Pali-Maj skrivit för att hämnas på sin äkta mans älskarinna alltför osedlig och oförblommerad för att kunna tryckas. Utgivarna gav samlingen namnet Folkdikter för att understryka det folkliga i författarinnans alster. Pali-Maj har traditionellt betraktats som en religiös författare som förenade en frisk naturlyrik med egna känsloupplevelser. Hon förhöll sig tämligen reserverad till pietismen, men om hennes fromhet råder inga tvivel. Definitionen passar bättre in på den allmänna litterära atmosfären vid slutet av 1800-talet än på henne själv, för Pali-Maj var samhälleligt orienterad och skrev mycket mångsidigt, ibland även i manlig skepnad.
Bara en bråkdel av Pali-Majs dikter har bevarats, men redan detta material vittnar om hennes mångsidighet. Dikterna genomsyras av den så kallade lutherska hustavlans religiositet, enligt vilken alla människor har en given uppgift i samhället enligt stånd och kön. Hon betonade i 1700-talets upplysningsanda dygder och jämställdhet, hon skrev gripande tidlösa kärleksdikter och tidvis förebådade hennes vassa penna naturalismens dystra färgnyanser mot slutet av 1800-talet.